# Carl Maria von Weber
Carl Maria Friedrich Ernst von Weber báró (Eutin, 1786. november 18. – London, 1826. június 5.) német zeneszerző, karmester, zongorista, gitáros és zenekritikus. Művei, különösképpen A bűvös vadász, az Euryanthe és az Oberon nagyban befolyásolták a romantikus zene kialakulását, ezért gyakorta a német romantikus opera atyjaként emlegetik. Műveiben felelevenítette a német népi hagyományokat, fölfedezte a hangszín szuggesztív vonásait, a hatáskeltés és a zenei jellemzés eszközét látta meg bennük: bizonyos hangszerekhez és hanghatásokhoz szimbolikus jelentést társított, amivel a korábbiaktól eltérően merőben más operadramaturgiát és zenei gondolkodást tett lehetővé. Átvette és továbbfejlesztette Spohr visszatérő témákra épülő kompozíciós technikáját, ő alkalmazta először következetesen a vezérmotívumnak nevezett dallamelemeket. Írt hangversenykritikákat és zeneelméleti tanulmányokat, sőt, regényírással is próbálkozott (életrajzi regénye azonban befejezetlen maradt).
Apja közbenjárására Georg Joseph Vogler tanítványa lett, aki hozzásegítette, hogy Boroszlóban karmesteri álláshoz jusson. Később udvari komponistaként tevékenykedett Bad Carlsruhéban, majd Stuttgartban, Prágában és legvégül Drezdában. A drezdai operaház vezető karmestereként a szász fővárost az új német zene virágzó fellegvárává tette. Leghíresebb műve A bűvös vadász, melyet 1821-ben mutattak be a berlini Királyi Operaházban. Londonban érte a halál, röviddel utolsó operája, az Oberon bemutatása után. Testét Richard Wagner kezdeményezésére 1844-ben szállították haza. Búcsúztatójában Wagner a legnémetebb zeneszerzőnek nevezte.

## Élete és munkássága

### Gyermekévei

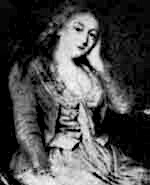
Weber édesanyja: Genoveva Brenner

Carl Maria von Weber 1786. november 18-án született Eutinban, Schleswig-Holstein tartományban. Apja, Franz Anton Weber kalandos életet élt: volt jogász, gárdista, zenész, községi elöljáró, színész, litográfus stb. Első feleségétől nyolc gyermeke született, akikből mind csodagyereket akart faragni, de a pedagógiához nem volt érzéke. Mivel nyugtalan természete nem engedte meg, hogy családjával hosszabb időre letelepedjen, egy vándorszínész társulathoz szegődött. Átmenetileg Lübeckben éltek, de megtakarított pénze és feleségének vagyona elúszott a vándorlások alatt, és a pénztelenségen, nélkülözésen még a lübecki herceg által felajánlott karmesteri állás sem segített. Feleségét ez nagyon megviselte és sírba döntötte. Ezek után Franz Anton Bécsben próbált új életet kezdeni. Két fiát, Edmundot és Fridolint Joseph Haydn fogadta tanítványai közé. A fiúk az obersdorfi Brenner családnál kaptak szállást, akik leányuk, a szép hangú Genovéva taníttatása miatt tartózkodtak az osztrák fővárosban. Genovévát maga a császár, II. József pártfogolta és taníttatta Vincenzo Righinivel, a kor egyik legünnepeltebb énekmesterével. Genoveva ugyan szépen haladt tanulmányaival, de nem vehette fel a versenyt a nála sokkal tehetségesebb Celestina Coltellinivel. Éppen álmai meghiúsulásán bánkódott, amikor megjelentek házukban Weberék. Franz Anton szíve azonnal lángra lobbant a szőke, kék szemű leány iránt, aki viszonozta az ötvenéves gavallér kedveskedéseit. Miután megtörte a szülők ellenállását, 1785. augusztus 20-án Bécsben Franz Anton feleségül vette Genoveva Brennert. A szép és tehetséges feleség 1786. november 18-án egy fiúgyermekkel: Carl Mariával ajándékozta meg férjét. Genoveva támogatta Franz Anton színészi ambícióit, és ő minden vagyonát pénzzé tette, hogy feleségével, nagyobb gyermekeivel, valamint nagynénjével, Adelhaiddal egy vándorszínész társulatot alapítson. Hamburgban készültek fel a nagy utazásra, és 1787-től kisebb megszakításokkal csaknem tíz évig gördült családi szekerük a német utakon. Genoveva azonban csakhamar belefáradt a sok utazásba, és mivel ismét várandós volt, Carl Mariával Hildburghausenben maradt (előzőleg egy fiúgyermeke egy hónapos korában meghalt, most nem merte vállalni az utazással járó kockázatot).
A gyermek Weber a türingiai Hildburghausenben jutott először rendszeres tanításhoz. A fiú csenevész volt, fejletlen. Jobb csípőjében gyakran erős fájdalmat érzett, és csak négyéves korában tanult meg rendesen járni. Jobb lábára élete végéig bicegett. Valószínűleg az anyja életét is kioltó tüdőbaj első jelei voltak ezek. Az apa Carl Marián is kipróbálta csodagyerek-nevelő módszereit, de ezzel csak a gyermek heves ellenérzéseit fejlesztette ki.
Rendesen zongorázni először Heuschkel udvari kamarazenész tanította. 1797-ben megszületett Genoveva második gyermeke, egy kislány. A családi társulat tovább indult, azonban Salzburgban kényszermegállót kellett tenniük, ugyanis Napóleon seregei már elérték Münchent, így a nyugati német területeken az utazás nem volt biztonságos. Weber bekerült a salzburgi hercegérsek énekesgyerekei közé, és megtanulta az éneklés azon mesterfogásait, amelyeket később operakomponistaként kitűnően hasznosított. Zongorára és zeneelméletre Michael Haydn, Joseph kiváló fivére tanította. Az idős muzsikussal közösen született meg a fiatal Weber első kompozíciója, a Hat fughetta, amit a büszke apa Lipcsében kinyomatott. A vándorévek nélkülözései megtörték Genoveva asszony ellenálló-képességét: a tüdővész végzett vele. Halála nagyon megviselte a fiatal Webert, szerencsére nagynénje, Adelhaid ellensúlyozta apjának erőszakos nevelési módszereit. Az első sikeren felbuzdult apa fejébe vette, hogy operát írat fiával. Mivel ehhez nem találta megfelelőnek Michael Haydn módszereit, Bécsbe utazott, ahol megpróbálta felkérni Joseph Haydnt, hogy vállalja fiának tanítását. A sikeres zeneszerző elhárította a kérést, és a csalódott Franz Anton úgy döntött: Münchenbe viszi fiát, mert ott találta a legalkalmasabbnak a légkört fia operaszerző karrierjének megalapozására.

### Müncheni tanulmányok
A Weber család 1799 első napjaiban érkezett Münchenbe, ami akkor – köszönhetően az uralkodónak, Karl Theodor pfalzi és bajor választófejedelemnek – a német muzsika egyik fellegvára volt. Az ide áttelepített híres mannheimi zenekar és az Operaház messzi földről vonzotta a zenekedvelőket. A család érkezésével egy időben az Operaház élére került új intendáns, Joseph Marius Babo tovább növelte az előadások színvonalát, igényes és rendkívül gazdag repertoárjával kivívta a közönség lelkesedését. Akkoriban a német opera zászlóvivői Franz Danzi és Peter Winter voltak, akik művei nagy hatással voltak a rendszeres hangverseny- és operalátogató Weberre, mivel operáikat az új intendáns átfogó újításainak részeként rendszeresen játszották az operaházban. Zeneelméletre és zeneszerzésre Kalcher dómorgonista tanította. A müncheni évek alatt az apa vágyai is hamarosan valóra váltak: fia megírta első operáját Die Macht der Leben und des Weins (A szerelem és a bor hatalma) címmel. Ennek zenéje elveszett, a kották valószínűleg Kalcher kigyulladt lakásában égtek el. A zeneszerzés mellett az ifjú Weber énekelni is tovább tanult is a német származású, de elolaszosodott Valesi tenorista felügyelete alatt, akit fiatal korában Európa számos operaházában ünnepeltek.
A Münchenben komponált Hat variáció eredeti témára, zongorára arra ösztökélte Franz Antont, hogy kiadót keressen fia művei számára. Mivel nem talált olyan műhelyt, amely befogadta volna a kottákat, úgy döntött, hogy saját litográfus műhelyet nyit. Fiát, aki tehetséges rajzoló is volt, hamar betanította a litografálás technikájára. A kiadott mű kedvezőtlen fogadtatása azonban elkedvetlenítette a fiatal Webert, aki felhagyott a könyvnyomtatással, és visszatért a komponáláshoz. Franz Anton nem adta fel ilyen könnyen, és úgy döntött, hogy családjával átköltözik Freibergbe, ha már a bajor fővárosban nem sikerült a litográfus üzem alapítása. 1799-ben hagyták el Münchent, és hosszas kitérővel csak 1800 augusztusában érkeztek meg Freibergbe.

### Az első opera
Freibergben Weberék az Arany oroszlán fogadóban laktak, a város társadalmi életének egyik központjában, ami művészek, professzorok és diákok kedvelt sörözője volt. Nem sokkal Weberék után megérkezett a városba Steinsberg lovag színtársulata is, akikkel utazásaik közben Karlsbadban már találkoztak. Korábbi egyezségükhöz híven a lovag átnyújtott Webernek egy librettót, amelynek címe Das stumme Waldmädchen (A néma erdei lány) volt. Nemsokára megjelentek Freiberg utcáin a plakátok a következő szöveggel: A néma erdei lány, vígopera két felvonásban, Steinsberg lovagtól, zenéjét szerezte és ő választófejedelmi fenségének, Mária Auguszta szász uralkodó választófejedelemnőnek mély tisztelettel ajánlja Carl Maria von Weber báró, tizenhárom éves, Haydn tanítványa. A plakáton szereplő pontatlanságok Franz Antonnak köszönhetően kerültek bele: azt gondolta, sokkal megnyerőbb a közönség számára, ha a zeneszerző nemes, emellett Weber nem a német földön ünnepelt Joseph Haydn, hanem Michael Haydn tanítványa volt. Az opera partitúrája és szövegkönyve elveszett, az előadásokról kevés dokumentum maradt fenn. A művet még ugyanezen év decemberében Chemnitzben is színre vitték, 1804-ben Bécsben tizennégy előadást ért meg, később csehül játszották Prágában, és Szentpétervárott is sikert aratott. Freibergban 1800. november 24-én mutatta be a Steinsberg-társulat. A közönség langyosan fogadta, viszont a mű körül keletkezett sajtóvita felkorbácsolta a városlakók indulatait. A viták lavináját a nagy tekintélynek örvendő Fischer kántor indította el erőteljes bírálatával. Franz Anton nem bírta elviselni a fiát ért kritikát, amit egy, a helyi lapban megjelentetett levélben, durva szavakkal hárította el; az előadás sikertelenségét a gyengének vélt karmester és a társulat számlájára írva. Ezzel megsértette Siegert, a karmestert, és ő szintén publikált egy levelet, amelyben közölte, hogy a partitúra és a zenekari anyag hemzsegett a hibáktól, amik kijavítása felemésztette a rendelkezésre álló próbaidő nagy részét. A vita eldurvulása után a Weber család feje úgy döntött, hogy elhagyják Freiberget, és Münchenen át Salzburgba utaztak. Itt az ifjú Weber visszatért régi mesteréhez, Michael Haydnhoz, és irányítása mellett egy új operába kezdett.

### A Peter Schmoll-év
A Weber család 1801 novembere és 1802 júliusa között tartózkodott Salzburgban. A fiatal Weber Michael Haydn felügyelete alatt látott új operájához. A Peter Schmoll librettóját Joseph Türk írta a századforduló idején széles körben olvasott regény, C. G. Cramer: Peter Schmoll und seine Nachbaren (Peter Schmoll és szomszédai) című műve alapján. Az opera szövegkönyve elveszett, csak utalások és részletek maradtak fenn belőle. Műfaja az ebben az időben már jelentékeny múltra visszatekintő singspiel volt: az olasz opera buffa és a francia opéra comique német változata, műfaji kiegészítője, amely később az Európa-szerte elismert olasz opera elleni harc egyik hathatós fegyverévé vált a német ajkú államokban. Az opera születésének körülményeiről kevés adat maradt fenn. Tudni viszont, hogy Michael Haydn elismerően nyilatkozott tanítványának művéről és Otter, salzburgi koncertmester is fényes jövőt jósolt a fiatal Webernek, akiben Mozart utódát vélte felfedezni. Az opera 1802 áprilisában készült el. Weberék színpadot kerestek számára, és a legmegfelelőbb lehetőségnek az az Augsburg látszott, mert ott Carl Maria fivére, Edmund volt az első karmester, és szolgálatkészen sietett fivére segítségére. Weberék decemberben érkeztek meg Augsburgba, ahol egy kis kastélyban szálltak meg. Itt csendültek fel először az új opera első dallamai. A bemutató napja ismeretlen, valamikor 1803 márciusában lehetett. A darab minden erénye ellenére megbukott, aminek oka valószínűleg a lapos és unalmas szövegkönyv lehetett, hiszen zenéjére mindenki felfigyelt, és többen is elismerően nyilatkoztak róla.

### Bécsi tanulmányok

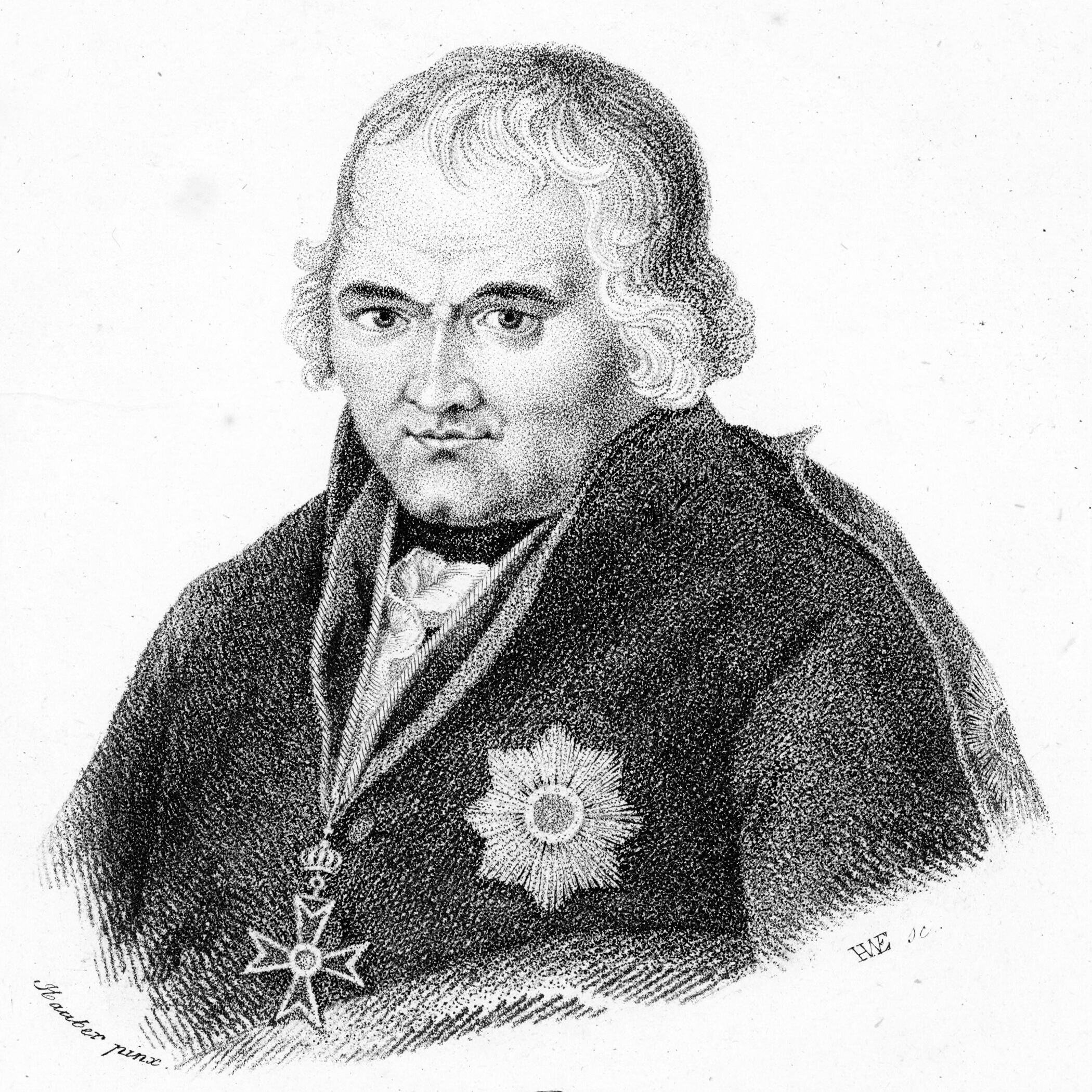
Vogler abbé

Weberék 1803 júniusában érkeztek Bécsbe, ahol kitűnő modora, kellemes egyénisége megnyitott előtte minden ajtót, és Carl Maria, akit apja – életében először – bölcsen magára hagyott, bőven kivette részét a társadalmi élet gyönyöreikből. Franz Anton visszautazott Salzburgba, miután fiát új mestere, Vogler abbé gondjaira bízta – ő korának egyik legnépszerűbb zeneszerzője volt. Webert égette a szégyen a Peter Schmoll bukása miatt, ezért minden energiáját arra fordította, hogy ki tudjon emelkedni a hullámvölgyből. Vogler abbé szigorú tanítási módszereiről volt híres: nem engedte tanítványát komponálni, csak a nagy mesterek zenéjét elemezhette, boncolgathatta naphosszat, és ezek alapján kellett megszerkesztenie a mester által előírt feladatokat. Az ifjú Weber többször is kifejtette, mennyire szenved ettől. Sérelmezte, hogy a mester nem engedi kibontakozni zeneszerző képességeit. Vogler abbé módszereiben azonban volt valami, ami később Weber nagy hasznára vált: nem respektálta a zenei szerkesztés szigorú szabályait, tanítványában inkább az újításra, egyéni hangra törekvést erősítette. Weber látókörét jelentősen tágította azzal, hogy rendelkezésére bocsátotta terjedelmes, sok európai nép dalkincséből összeállított gyűjteményét. Weber zenefilozófiai nézeteinek első elemeit is Voglernek köszönhette: az abbé a muzsikát nem önálló műfajként kezelte, hanem igyekezett megkeresni annak helyét a többi művészet között. Ettől a fiatal zeneszerzőben hamar felébredt az érdeklődés a művészet esztétikai és filozófiai problémái iránt, ez abbé tanításait később jeles költőkkel és filozófusokkal gyakorta érintkezve gazdagította és saját, eredeti nézeteivel bővítette. Vogler és Johann Baptist Gänsbacher (tiroli vadásztiszt) bevonta Webert a bécsi zenei élet vérkeringésébe: megismerkedett Salierivel, Wranitzkyvel, és több ízben meglátogatta Haydnt. Beethovennel azért nem találkozott, mert ő az abbé nagy vetélytársa volt a Theater an der Wien színpadán. Amikor Boroszlóban megüresedett a színház karmesteri állása, Vogler összeköttetéseivel elérte, hogy fiatal tanítványa kapja meg a tekintélyes pozíciót. Weber búcsút vett Bécstől, és Salzburgba utazott, ahonnan apjával folytatta útját Szilézia felé. 1804 novemberében érkeztek meg Boroszlóba.

### Boroszlói karmester
Boroszló Weber idejében gazdag kereskedőváros volt, pezsgő zenei élettel, melynek zászlóvivője az 1797-ben alapított Nemzeti Színház volt. Emellett működött a városban a zenekedvelők egylete, a Philomusische Gesellschaft. Boroszlóban Weber csakhamar összebarátkozott Friedrich Wilhelm Bernerrel, a kitűnő zongoristával. Ugyancsak nagyszerű zongorista volt Joseph Wilhelm Klingohr is, és a három zenész nemes vetélkedésbe kezdett zongorán, főleg az adott témára rögtönzésben. Weber későbbi, hallatlan pianista sikereit nagyrészt a boroszlói nemes versengéseknek köszönhette. Szerződése 1806-ig tartott úgy, hogy 1804 júniusában állt munkába a színházban. A társulat egyes tagjai bizakodva várták a fiatal karmestert, akit Vogler oly melegen ajánlott, mások viszont már akkor csepülték, amikor még egy hangot sem hallottak tőle. Weber az önjelölt Joseph Schnabel karmester helyét vette át; ő emiatt vérig sértődött, és meggátolta, hogy Weber hangversenyeit a Philomusische Gesellschaftban koncertezhessen.
Weber először Mozart Titus kegyelme című operáját vitte színre. A Voglertől tanult szigorral és eréllyel vette kezébe a partitúrát, amit sok újszerű módszerrel tanított be. Az addigi, összecsapott együttes próbák helyett először egyenként foglalkozott énekeseivel, azután külön a zenekarral, és az együttest csak akkor hozta össze a színpadon, amikor már mindenki tudta a maga dolgát: ő alkalmazta először ezt a napjainkban minden operaházban természetes módszert. A korábbi szokásoktól eltérően nem tűrt meg semmi cikornyát, improvizációt, megtiltotta énekeseinek a kadenciázást is. Weber a közönség nevelését is célba vette azzal, hogy a bemutatott művekről zenetörténeti és esztétikai eszmefuttatásokat közölt a lapokban, mert úgy vélte, hogy csak a felkészült közönség képes értékelni az élményt. A darabot augusztus 1-jén mutatták be, hatalmas sikerrel.
A színház repertoárját úgy állította össze, hogy abban a korabeli darabok legyenek túlsúlyban. Ezt a műsorrendet a színház vezetői túl komolynak tartották: azt szerették volna, ha több, kasszasikert hozó, könnyebb darabot adtak volna elő. Szabadidejében komponált: az első librettót Johann Gottlieb Rhode, a színház igazgatója szolgáltatta, aki a Rübezahl-mondát dolgozta fel az Óriáshegység szelleméről. A darabot Weber operaházi elfoglaltságai miatt nem tudta befejezni, és csak a mű töredékei maradtak fenn. Karmesteri tevékenységét az idő múlásával egyre több bírálat érte. Három dolgot vetettek a szemére: nem takarékoskodik a pénzzel, a túl hangos zenekar elnyomja a színpadi éneket, tempói túl frissek. Történt azonban egy könnyen végzetessé válható szerencsétlenség, ami Webert operai munkájától hosszú időre visszatartotta és szabaddá tette az utat ellenségei számára. Berner egy este meglátogatta Webert, aki borral akarta megkínálni vendégét, de szerencsétlenségére a salétromsavas üvegből töltött. Roncsolásos, sav marta sérülései olyan súlyosak voltak, hogy csak a gyors orvosi beavatkozásnak köszönhetően maradt életben. Egy időre elvesztette beszédhangját, szép énekhangja pedig mindörökre fátyolos maradt. Két hónap is eltelt, mire felépült annyira, hogy folytatni tudja munkáját. Ellenségei ezalatt átszabták az általa bevezetett színházi rendet, és amikor legjobb hegedűsét létszámleépítés miatt eltanácsolták a zenekarból, kitört a botrány. Ekkor nemcsak szigorúságát vetették szemére, de azt is kifogásolták, hogy viszonyba keveredett a kétes hírű Diesel asszonnyal, aki állandóan értékes ajándékokat zsarolt ki Webertől, és ezzel adósságokba sodorta a kis fizetésű karmestert. A vádak hallatán Weber kérte szerződésének felbontását. A színház nem tiltakozott távozása ellen. Utolsó előadása Mozart Cosi fan tuttéja volt, illetve 1806. június 21-én adott még egy búcsúhangversenyt. Az állás nélkül maradt karmesteren egyik tanítványa, Belonde kisasszony, a württembergi herceg feleségének egyik udvarhölgye segített: az ő közbenjárására nyerte el a württembergi herceg zeneintendánsa címet. Remélve, hogy ez a titulus félsikert jelent majd, koncertkörutat tervezett apjával és nagynénjével, Adelhaiddal, de egy németországi körút Napóleon hadjáratai miatt veszélyesnek bizonyult volna. Ekkor ismét Belonde kisasszony sietett a segítségére, aki megszerezte számára a herceg meghívását a karlsruhei udvarba.

### A württembergi herceg zeneintendánsa
Weber apjával és nagynénjével 1806 őszén érkezett meg a württembergi hercegek nyári lakóhelyére, Bad Carlsruhéba. Jenő herceg nagy zenepártoló volt, aki apjától örökölt egy kis létszámú, de tehetséges zenészekből álló zenekart, amelyben játszott ő maga és felesége is. Weber itt találkozott első ízben a német erdő szépségével, ami később, A bűvös vadász komponálásakor vált döntően fontossá számára. A nyugodt körülmények között Weber be tudta bizonyítani, milyen nagy teljesítményekre képes. Bad Carlsruhéban elsősorban a hercegi udvar kívánságára írt műveket, ez azonban mit sem von le azok értékéből. Írt a hercegi zenekarnak többek között két szimfóniát is, Belonde kisasszony szívességét pedig egy dallal (Ich denke dein) köszönte meg. A karlsruhei idillnek a háború vetett véget. A herceg hadba vonult, így udvartartását pénzszűke miatt csökkentenie kellett, így aztán zenekarát is felszámolta. A jó szándékú herceg igyekezett kedvelt zenészeit maga mellett tartani vagy jól fizető hivatalokba helyezni: így lett Carl Maria von Weber Jenő herceg fivére, Lajos herceg magántitkára Stuttgartban.

### A stuttgarti udvarban

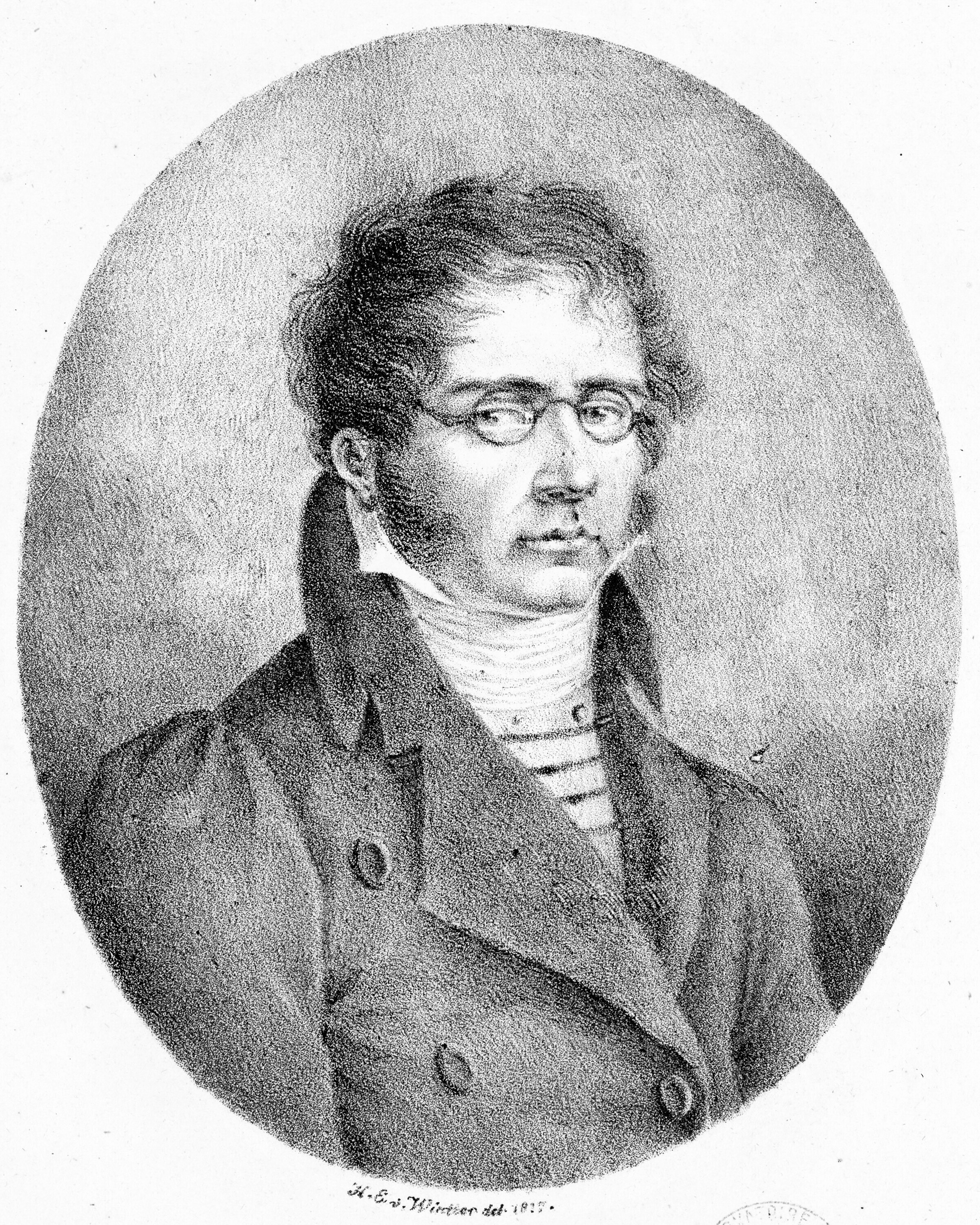
Franz Danzi

Weber 1807. július 17-én érkezett meg Stuttgartba, ahol Lajos württembergi herceg magántitkára lett: életében először olyan állást foglalt el, amelynek semmi köze nem volt a zenéhez. Kezelte a herceg vagyonát, intézte levelezését, taníttatta gyermekeit. Weber helyzetét rontotta, hogy kezességet kellett vállalnia apja, Franz Anton felhalmozott adósságaiért. A stuttgarti udvarban ismerkedett meg Franz Carl Hiemer költővel, akit megkért, hogy dolgozza át A néma erdei lányt. A régi műből csakhamar egészen új opera született: a Silvana. Az átdolgozás fáradozásait siker koronázta, 1808 derekán már készen állt a darab néhány száma is. Néhány helyi énekes kedvéért azonban Weber olyan módosításokat is vállalt, amelyek meglehetősen szétesővé tették a mű szerkezetét.
Stuttgartban ismerkedett meg Franz Danzi karmesterrel, a német opera egyik jelentős úttörőjével, akivel élete végéig jó barátságban maradt. Tőle tanulta el az orkesztrális stílus legújabb eredményeit, és ennek nyomai egyértelműen érezhetők szimfonikus művein. Danzi erősen bátorította barátját a Silvana befejezésére, és megígérte, hogy előkészíti annak bemutatását, egy kellemetlen esemény miatt azonban Webernek hamarosan távoznia kellett Stuttgartból. A városba érkezett ugyanis Franz Anton, Weber apja, és pénz kért fiától adósságainak törlesztésére. Egy napon Webernek el kellett juttatnia hercege megbízásából nyolcszáz tallért testvérének, Jenő hercegnek, és mivel éppen nem ért rá, felkérte apját, hogy tegye meg helyette az utat. Franz Anton azonban az összeget saját adósságainak törlesztésére fordította. Weber egy Höner nevű vendéglőstől kért kölcsönt, hogy a hibát jóvátegye, cserébe megígérte, hogy a vendéglős fiának szerez egy névleges udvari pozíciót, hogy ezzel meneküljön a kötelező katonai szolgálat alól. Amikor az eset kitudódott, Webert elítélték és börtönbe vetették, sőt azzal is megvádolták, hogy ezüstholmikat tulajdonított el az udvarból. Mivel a Höner-eset és a nyolcszáz tallér eltűnése miatt nem zárhatták börtönbe, hiszen akkor az udvart is korrupciós botrányba keverték volna, mert az efféle, jelentős anyagi haszonnal járó üzletelések rendszeresek voltak, de a városi polgárság is kedvelte a kis termetű, szinte átlátszóan sovány muzsikust, így mindössze az ezüstholmik eltulajdonításáért ítélték el, pedig ezeket tulajdonképpen Lajos könnyelmű fia felejtette Weber lakásán. Tizenhat napig ült börtönben. Közben jelentkeztek hitelezői is: kétezerhatszáz tallér adóssága volt és mindössze kilencszáz tallér vagyona, illetve a Silvana várható bevételei. Emiatt a bűnügyi őrizetből átkerült az adósok börtönébe, ahol befejezte művét. A bemutatóra azonban nem kerülhetett sor, mert időközben száműzték az országból: 1810. február 26-án apjával együtt áttették badeni területre. Danzi ajánlólevelével 1810. február 27-én érkezett Mannheimbe.
A stuttgarti időszak Weber egyik legtermékenyebb periódusa volt: ekkor írta legtöbb dalát. Hajszolt életmódja miatt rövid darabokat írt: kísérőzenét Gozzi és Schiller Turandotjához, megírta egyik leghíresebb zongoraművét, a Vien qua, Dorina bellát, átdolgozta a Peter Schmoll nyitányát stb.

### Badeni évek és aSilvanabemutatója

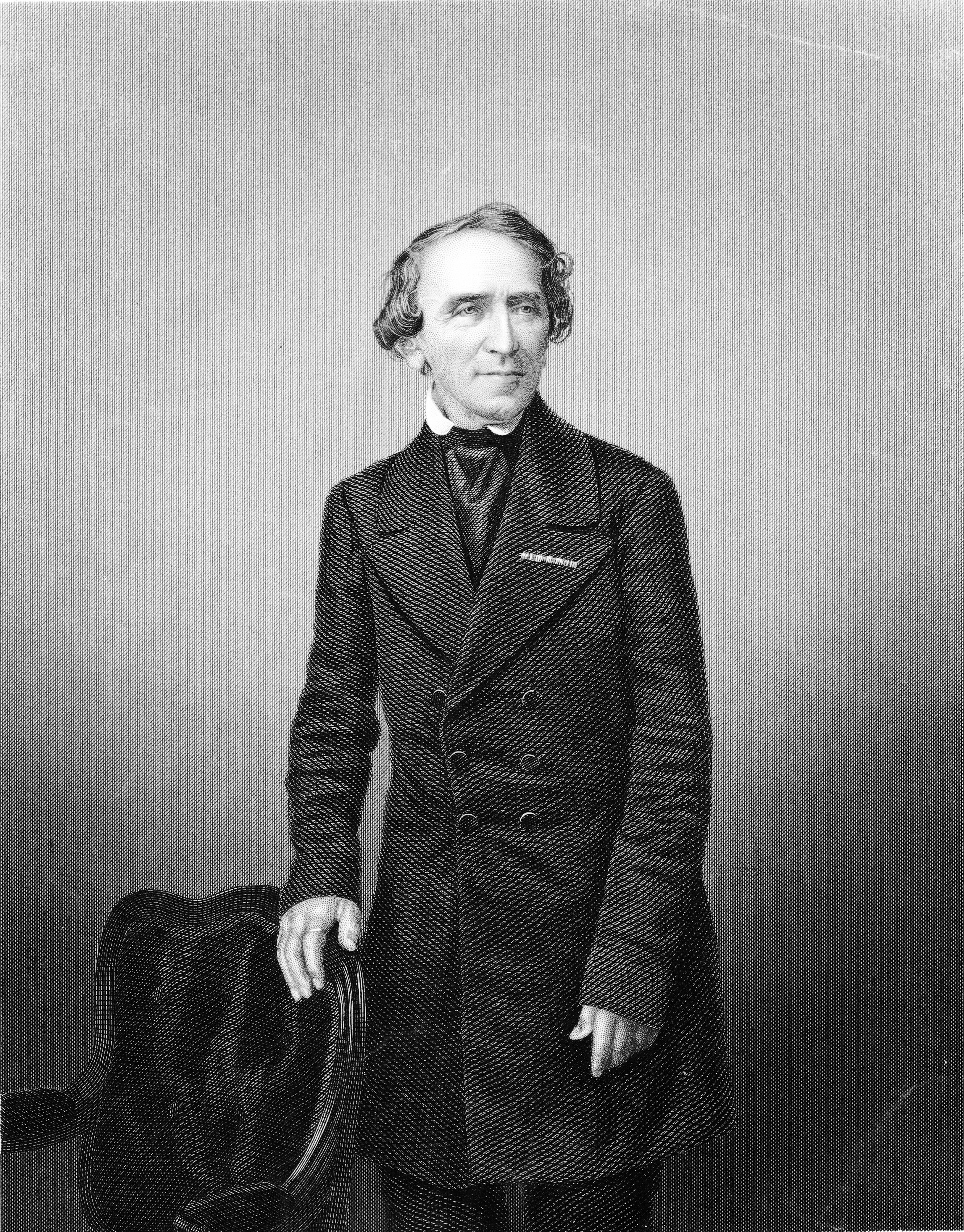
Giacomo Meyerbeer

A mannheimi zenei élet sokat vesztett korábbi jó híréből, ugyanis a választófejedelem Münchenbe költöztette kiváló zenekarát, így a zenei hagyományok őrzői és továbbvivői a tehetősebb polgárok maradtak. A társas muzsikálások lelke egy Gottfried Weber nevű jogász volt, akinek nagy érdeme, hogy kiváló zenekart és kórust szervezett a városban. Carl Maria és apja Gottfried apjánál szálltak meg. Első hangversenyére 1810. március 4-én került sor Heidelbergben Alexander von Dusch, utolsó éves jogásztanonc és lelkes amatőr muzsikus segítségével. A Mannheimben március 9-én mutatkozott be. Dusch mutatta be a Hout családnak; az ő kastélyukban vette kézbe először Johann August Apel Gespensterbuchját (Kísértetkönyv), amelyben A bűvös vadász első, novellisztikus feldolgozását olvasta. Ideális operatémának találta, és Duschssal közösen nekilátott a szcenárium elkészítéséhez – maga az opera azonban még tíz évet váratott magára. Mannheimi sikereire az április 2-i hangverseny tette fel a koronát. A hatalmas siker elindította Webert a széles népszerűség útján.
A mannheim-heidelbergi tartózkodás azonban nem segített anyagi ügyein, így hát Weber elhatározta, hogy átköltözik Darmstadtba, a hesseni nagyherceg városába. Itt találkozott ismét Vogler abbéval, akit a herceg nagyra tartott, és valósággal elhalmozott kegyeivel. Weber megismerkedett az abbé új tanítványával Jakob Liebmann Beerrel, egy dúsgazdag berlini bankár tizenkilenc éves, rendkívül tehetséges fiával, aki később Giacomo Meyerbeer néven vált világhírű komponistává. A régen látott Gänsbacher is megérkezett Bécsből, és a három fiatal muzsikus szoros barátságot kötött. Vogler abbé bemutatta tanítványát a nagyhercegnek, és ezzel megnyílt Weber előtt a szalonok kapuja, tárt kapukkal várták a polgárok házai.
1810. március 1-jén Weber egy új librettót kapott Hiemertől, egy Abu Hasszán című egyfelvonásos operáét. Kellemetlen stuttgarti élményeire gondolva, húzódzkodott a mű megkomponálásától, és inkább hangversenykörútra indult, majd Frankfurtba sietett, ahol Vogler abbénak köszönhetően elfogadták a Silvanát, és elkezdték a próbákat. A bemutató napján azonban egy bosszantó, nem várt akadály jelentkezett: a városba érkezett Sophie Blanchard híres léghajósnő, és látványos felszállását éppen a bemutató napjára tette. A zeneszerző kétségbeesetten rohant a hölgy házához, de ott csak egy dajkát és egy síró kisbabát talált. A gyermeknek altatódalt improvizált Hiemer szövegére Schlaf, Herzenssönchen (Aludj, drága kisfiam). Megjelent Blanchard asszony is, a gyermek anyja, de a családias idill sem hatotta meg annyira, hogy lemondjon eredeti szándékáról (szerk. megj.: az altatódal ma Weber egyik legismertebb dala). A bemutató közönsége így némileg megcsappant, az előadást csak nagy késéssel tudták kezdeni, így néhány számot el is kellett hagyniuk. Az előadás tempója túlfeszített volt, de a siker mégis jelentős. Ezen felbuzdulva Weber előszedte a Hiemertől kapott szövegkönyvet, és nekilátott az Abu Hasszán komponálásához. A művet felajánlotta a hesseni nagyhercegnek, de udvari szerződés helyett mindössze negyven tallért kapott, így tehát kénytelen volt ismét koncertkörútra indulni Európában.
Meyerbeer ötletéből kiindulva Weber, Gottfried Weber, Dusch és Meyerbeer egy zenei véd- és dacszövetséget alapított. Az egyesületben részt vevők elhatározták, hogy lelkes sajtóhadjáratot indítanak egymás műveinek népszerűsítésére, tanáccsal, bírálattal segítik egymást. 1813-ban csatlakozott hozzájuk Gänsbacher és Danzi is. Éveken át a német sajtó legkülönbözőbb orgánumaiban bukkantak fel álnéven írt cikkeikkel. Az egyesület körülbelül öt évig élt.

### Koncertkörúton
Weber hangversenyt adott néhány kisebb városban, majd Bambergbe utazott, ahol találkozott E. T. A. Hoffmannal, aki abban az időben a városi színház karmestere volt. A két lelkes fiatal (Hoffmann akkor 35 éves volt) hamar összebarátkozott. Bármennyire kellemes is volt a bambergi időszak, Webernek tovább kellett indulnia, és 1811. március közepén Münchenbe érkezett. Kitűnő referenciáinak és ismeretségeinek köszönhetően az ifjú Weber hamar a zenei élet érdeklődésének középpontjába került ebben a városban, amit a német zene egyik fellegváraként tartottak számon; április 5-én már a bajor királynak muzsikált. A nagy sikerű hangverseny eredménye az Abu Hasszán bemutatásának engedélyezése volt. A gondosan előkészített bemutató június 4-én sikeres volt. Az ezen felbuzdult ifjú muzsikus szeretett volna szerződést kapni Münchenben, de fáradozásai nem vezettek eredményre. Augusztusban még egy utolsó hangversenyt adott, majd elutazott a svájci Schaffhausenbe, az ottani zenei ünnepségekre.
Svájcban belekóstolt az irodalmi életbe is. Eldöntötte, hogy ír egy háromrészes zenei útikönyvet (Zenei Topográfia), amelyben a különböző országok, városok zenei földrajzát dolgozza fel, elsősorban saját tapasztalataira építve; ebből azonban mindössze néhány feljegyzés és a bázeli zenei életet bemutató fejezet készült el. Elképzelését az utókor több helyen is megvalósította; megírták például Prága és Bécs zenei kalauzát. Svájci koncertjei javítottak anyagi helyzetén, így egy több várost felölelő turné után Weber visszatért Münchenbe, ahol a királyi pár megrendelésére hozzálátott hat zenei mű megírásához.
December 1-jén ismét elhagyta Münchent. Ezúttal Prágába utazott, ahol jóbarátja, Gänsbacher már előkészítette számukra a talajt. Első hangversenyüket december 21-én tartották, és noha a városban hóvihar tombolt, jelen volt mindenki, aki csak számított a város zenei életében. A turné következő állomása Drezda volt. Itt nem volt sikerük – elsősorban azért, mert a szász fejedelmi udvar éppen nyaralt, és nem lehetett közönséget toborozni. Továbbutaztak Lipcsébe, ahol Weber megismerte a rendkívül pezsgő irodalmi életet, ismét elővette ötletét, a Zenei Topográfiát, és elhatározta, hogy megírja önéletrajzi regényét, a Tonkünstlers Lebent. Lipcsében találkozott a gothai herceggel, aki felkérte, hogy hangversenyezzen városában is. Körútjuk következő állomása Weimar volt, ahol I. Pál orosz cár lánya, Marija Pavlovna is meghallgatta egyik koncertjüket. A hercegnő szalonjában ismerkedett meg Goethével. Ezután visszatértek Weimarba, majd Drezdába, ahol sikeresen hangversenyeztek a hazatért fejedelmi párnak, majd Meyerbeer meghívására Berlin felé vették útjukat.
Weber 1812. február 20-án érkezett Berlinbe, ahol Meyerbeer családjának fényűző palotájában vendégeskedett. Elsősorban barátainak látogatásával foglalkozott, ezért nagyon kevés ideje maradt alkotásra. Felvette a kapcsolatot a helyi operaházzal is, hogy bemutattassa műveit, de nem várt ellenállásba ütközött: az olasz hagyományokat ápoló Vincenzo Righini karmester, valamint társa, Anselm Weber is ellenezte az ifjú zeneszerző operáinak színpadra állítását. A Silvanát csak azután sikerült műsorra tűzni, hogy baráti közelségbe került August Wilhelm Iffland drámaíróval, és ő elérte, hogy a porosz királyi udvar nyomást gyakoroljon az operaházra. A gondosan előkészített bemutatón, július 12-én Weber maga vezényelt. A kritikák kedvezőtlenül nyilatkoztak a műről, olcsó muzsikának, ötletszegénynek és agyonhangszereltnek bélyegezték. Weber válságos helyzetét súlyosbította apja, Franz Anton halálhíre is. Gondoskodott apja temetéséről, kifizette adósságait, és úgy döntött, hogy felhagy vándorló életmódjával: családot alapít. Búcsút mondott Berlinnek, és Weimarba utazott, ahol a nagyhercegnő egy zongoraszonátát rendelt tőle. Weimarban sikerült színre vinnie a Silvanát, de a szerencsétlen szereposztás miatt a darab már a második előadást sem érte meg. 1813-ban, a lipcsei Gewandhaus újévi koncertjén bemutatták In seiner Ordnung schafft der Herr (Rendben alkotja az Úr) című himnuszát. A hangverseny után egy franciaországi körúton gondolkodott, amikor barátja, Gänsbacher levélben arról értesítette, hogy Liebich, a prágai opera igazgatója alkalmazná zenei vezetőnek.

### Prágai évek
Weber 1813. január 12-én érkezett meg Prágába. Április elején kezdte el az új társulat szervezését, amire szabad kezet kapott, így Bécsbe utazott új tehetségek felkutatására. Zenei szervező képessége Prágában mutatkozott meg igazán. Semmit sem bízott a véletlenre, mindent precízen megszervezett. Szolgálati szabályzatot szerkesztett a színházi személyzetnek, és abban rögzítette a tagok jogait és kötelességeit. A bemutatásra tervezett darabokról apró részletekre kiterjedő szcenáriumokat készíttetett, még a legapróbb körülmények sem kerülték el figyelmét. Az elhanyagolt kottatárat rendbe hozta és katalogizáltatta. Még csehül is megtanult, hogy anyanyelvükön beszélhessen a cseh nemzetiségű tagokkal. Ilyen lelkes és alapos előkészületek után az új évad első előadása szeptember 9-én Gaspare Spontini: Fernand Cortez című operája lett, és az előkészületek meghozták a remélt sikert. Az évad műsortervét összeállítva mindenekelőtt színvonalat tartotta szem előtt; a zeneirodalom legjelesebb alkotásait állította színpadra.
Prágában ismerkedett meg Caroline Brandt híres szopránnal, akit alkalmazott is társulatában, majd hamarosan megkérte a kezét. Caroline gondolkodási időt kért. Időközben leváltották a berlini operaház vezetőségét, és az új intendáns Webert szerette volna megnyerni karmesternek. Az ifjú muzsikus udvariasan elhárította a meghívást azzal, hogy már elkötelezett Prága iránt – a társulat irányítása azonban kicsúszott a kezéből, amikor hosszabb időt töltött Münchenben. Az elégedetlenek felbátorodtak, és egyre élesebben bírálták tevékenységét. Noha Liebich igazgató igyekezett csillapítani a problémákat, a vádaskodások egyre nagyobb hangot kaptak. Elsősorban azt rótták fel a színházat európai rangra emelő Webernek, hogy műsorpolitikájával elűzte a közönséget. A szemére vetették azt is, hogy előadásai túl sokba kerültek. Weber rövid ideig bírta a huzavonát, majd benyújtotta a felmondását. Az igazgató ehhez hozzá is járult azzal a feltétellel, hogy szeptemberig marad még. Utolsó prágai előadása Schenck: Der Dorfbarbierja volt. Prágában sikerült összes adósságát törlesztenie, így szabad emberként távozhatott. Az éppen Berlinben koncertező Caroline után utazott, és hivatalosan is megtartották az eljegyzést. Ezek után elmaradt műveinek befejezésével foglalkozott, majd december 21-én levélben megkapta a drezdai operaház intendánsának ajánlatát, hogy foglalja el a karmesteri állást.

### Királyi karmester Drezdában

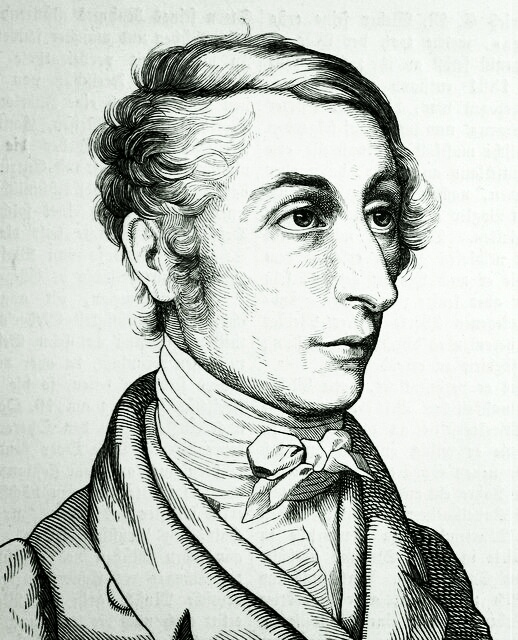
Ceruzarajz az ifjú Weberről

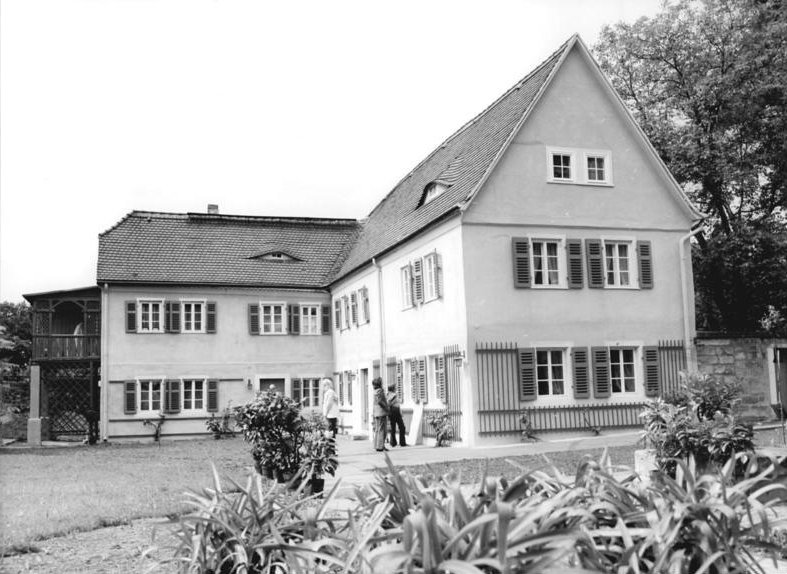
Weber háza Drezdában

Weber 1817. január elején érkezett Drezdába, hogy elfoglalja új állását. Karrierje csalódással kezdődött. A drezdai társulat legbefolyásosabb embere Morlacchi karnagy volt, a király kegyence: az ő kezében futott össze minden szál. Kitűnően képzett muzsikus volt, nagyszerű olasz énekesgárda állt rendelkezésére, és produkcióival állandó bűvöletben tartotta az uralkodót. Morlacchi intrikáinak következtében Weber csak az első karmester címét kapta meg, és ezzel az olasz karnagy beosztottja lett. Feladata a német operarészleg vezetése lett: zenészek, énekesek válogatása, a kottatár rendbehozatala és karbantartása. A többi karnaggyal felváltva részt kellett vennie az udvari templom zenéjének szervezésében és az asztali zenék előadásában. A tőle megszokott zseniális szervezéssel rendkívül rövid idő alatt színvonalas bemutatkozó előadást produkált: két hét alatt színpadra állította Méhul: József című operáját. A királyt és a társulat intendánsát is teljesen meghódította, így február 8-án megkapta a „királyi karmester” titulust, és így egyenrangúvá vált Morlacchival. Munkáját megnehezítette, hogy az olasz társulattal ellentétben a németeknek nem volt állandó színpaduk, hanem osztozniuk kellett a színházzal. Ráadásul nem játszhattak olyan darabokat, amelyeket az olaszok már műsorra tűztek. A munkában könyörtelen volt. Énekeseitől, zenészeitől a maximális teljesítményt követelte, megpróbálta az előadások minden szálát kezében tartani. A sok munkának hamar meglett az eredménye: híveinek tábora előadásról előadásra nőtt. Egyik legnagyobb híve Ludwig Geyer színész és tenorista, Richard Wagner mostohaapja lett. Márciusban Prágába utazott, hogy viszontlássa menyasszonyát, itt azonban súlyos anyagi veszteségről értesült: csődbe jutott az a bank, ahol megtakarított pénzét elhelyezte: a pénz elveszett. Menyasszonya ezt próbálta titkolni, és különböző munkákkal igyekezett előteremteni a háztartáshoz szükséges pénzösszegeket. Áprilisban visszatért Drezdába, ahol egy sor opera bemutatásán dolgozott. Elsősorban francia darabokat állított színpadra, mivel – annak ellenére, hogy a német opera elkötelezett híve volt – úgy érezte, hogy társulata még nem készült fel az igényesebb német művek (Beethoven, Mozart, Spohr stb.) megszólaltatására. Gyakran helyettesítette betegeskedő karmester kollégáit, ezért a legkiválóbb olasz műveket is dirigálhatta.
Drezdában sem csak a zenének élt, hanem korábbi szokásához híven az irodalmi köröket is látogatta, így ismerkedett meg Friedrich Kinddel. Egyszer, amikor hozzá látogatott, észrevette nála a Gespensterbuchot (Kísértetkönyvet), és ismét eszébe jutott, milyen jó is lenne a A bűvös vadász történetét megzenésíteni. Kind vállalta a szövegkönyv megírását. Március 1-jén át is adta azt Webernek, aki azonnal hozzálátott a komponáláshoz. Az operát szokatlanul lassan írta (1820-ra lett kész), mivel színházi munkássága lefoglalta, ráadásul sokat betegeskedett is. Közben Berlinből is kapott megrendelést: az ottani társulatnak egy tizenegy számból álló kísérőzenét írt Adolph Müller: Yngurd című szomorújátékához. Amikor a berlini opera karmestere elhunyt, az ottani intendáns mindenképpen szerette volna Webert szerződtetni, ő azonban kihasználta Morlacchi kilenc hónapos távollétét, és elérte, hogy szerződését életfogytiglanira módosítsák. A házasságkötést rengeteg munkája miatt novemberre kellett halasztaniuk. Az októberi főúri esküvőre egy kantátát komponált L’Accoglienza (A fogadtatás) címmel, de az ünnepségek fénypontja Mozart: Titus kegyelme című operájának bemutatója lett. Október 30-án indult Prágába, menyasszonyához, de meglepetésére már Schlauban találkozott Caroline-nal, aki elébe utazott. Közös névnapjukon, Károly napján, november 4-én kötöttek házasságot. Utána rövid hangversenykörútra indultak, és meglátogatták régi barátaikat.
1818-ban érkezett Drezdába Caroline, aki végleg felhagyott a színpadi játékkal. Weber számára az újév nehezen indult, mert akusztikai okok miatt feltétlenül meg kellett változtatnia a zenekar ülésrendjét, ami akkoriban nem volt megszokott, és kellemetlenségek özönét zúdította a fejére: a fél zenekar megsértődött, a király és a királyné is nemtetszésének adott hangot. Weber korában ez forradalmi újítás volt, a régi hagyományok megsértése. Az ültetési háború közel két évig tartott, és végül Weber győzelmével ért véget. A nyarat Weberék pihenéssel és komponálással töltötték a Drezda melletti Pillnitzben. December 22-én Caroline leánygyermeknek adott életet, de a gyermek 1819 áprilisában meghalt. A csapás súlya alatt összeroppant házaspár ismét elvonult a nyári lakba pihenni és felejteni. Weber szakmailag is csalódott, amikor Morlacchit bízták meg, hogy komponáljon operát Frigyes Ágost és Mária Amália Auguszta esküvőjére. 1820. január 20-án Caroline halott gyermeket szült.
Az 1820-ban egyre inkább kiéleződött ellenségeskedése Morlacchival és az olasz társulattal. A berlini operaház intendánsa, aki elérte a porosz királyi udvarnál, hogy mihelyst elkészül, bemutassák A bűvös vadászt, egyre inkább sürgette a mű befejezését, de közben a berlini társulat új karmestere, Gaspare Spontini mindent elkövetett, hogy akadályozza Weber érvényesülését, így a darab bemutatója is késett. Ezt látva, Brühl, az operaház intendánsa új darabot rendelt Webertől: kísérőzenét Pius Alexander Wolff: Preciosa című cigány-spanyol miliőben játszódó darabjához. Weber feleségével koncertkörútra indult északi városokba és Dániába, de még előtte, május 13-án befejezte A bűvös vadászt.

### A bűvös vadász

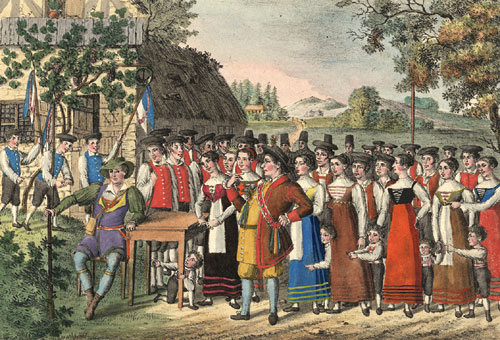
Litográfia A bűvös vadász egyik 1822-es előadásának egyik jelenetéről

Az 1820-as esztendő eredményesen zárult Weber számára. Május 13-án befejezte A bűvös vadászt, elkészített néhány zeneszámot A három Pinto című operájához, hangversenykörútja pedig még az addiginál is ismertté tette nevét. 1821 elején ismét elővette A zeneszerző élete című biográfiáját, és elmélyült az El Cid mondakör tanulmányozásában, fontolgatva, hogy operát írjon róla. Márciusban nagy sikerrel bemutatták Berlinben a Preciosát, de A bűvös vadász bemutatója Spontini hathatós ellenkezésének következtében tovább csúszott. Végül mégiscsak megérkezett a várva várt beleegyezés, és Weber felköltözött a porosz fővárosba, ahol Meyerbeer családjának vendégszeretetét élvezhette. A próbáknak a tőle megszokott intenzitással, pontossággal és szigorral állt neki május elején; a bemutatót június 18-ra tűzték ki. A bemutató előadás a zenetörténet egyik legjelentősebb eseménye volt: a színház már órákkal az előadás kezdete előtt zsúfolásig megtelt. A nézőtéren ült többek közt E. T. A. Hoffmann, Mendelssohn, Heinrich Heine és a német operapárt valamennyi jelentős képviselője. Az udvar tüntetően távol maradt, és a jelenlevő olaszbarát arisztokrácia igyekezett közömbösen viselkedni. Az előadás hatalmas siker volt. A kritikák is kedvezően fogadták: komolyabb hibaként mindössze a szövegkönyv gyenge verselését emelték ki, de Weber zenéjéről mindenki a legjobbakat írta: Mozart óta nem írtak jelentősebb német operát, mint amilyen Beethoven Fideliója és ez A bűvös vadász (E.T.A. Hoffmann). Néhány hangversennyel Weber elbúcsúzott Berlintől, és július elején visszatért Drezdába, ahol az udvar – sértően – nem is látszott tudomásul venni hatalmas sikerét. Caroline az izgalmakba belebetegedett, az orvos pihenést javasolt neki, így Weberék a nyár végét Schandauban töltötték. Közben ajánlatot kapott a hesseni fejedelemtől, hogy vállalja el az udvari karmester tisztét. Weber elhárította az ajánlatot, és Spohrt ajánlotta maga helyett. A drezdai udvar újólag megsértette, amikor felajánlotta bemutatásra A három Pintót, de még csak válaszra sem méltatták. Ezt az operát Weber novemberben befejezetlenül félretette (később Gustav Mahler egészítette ki és állította színpadra).
1821 azonban tartogatott még meglepetést: november 11-én Weber ajánlatot kapott Bécsből Barbaja olasz színházbérlőtől és operaigazgatótól, hogy a következő évadra írjon egy új operát az osztrák fővárosnak. Az ajánlatot annak köszönhette, hogy 1821. november 3-án A bűvös vadász eljutott Bécsbe, ahol a cenzúra minden mesterkedése ellenére hatalmas sikert aratott.
A bűvös vadász hihetetlenül gyorsan hódított Európában. 1821-ben már Lipcsében és Karlsruhéban is bemutatták, Drezdában viszont csak 1822. január 26-án sikerült megtörni az udvar ellenállását. 1822-ben szinte valamennyi jelentős német város operatársulata műsorra tűzte, majd Prágában, Pesten, Amszterdamban, Zürichben, Bernben is bemutatták. 1823-ban Szentpétervárott, 1824-ben Párizsban és Brüsszelben, 1829-ben Londonban, 1833-ban Bukarestben, 1842-ben New Yorkban, 1854-ben San Franciscóban vitték színre. A bűvös vadász volt Weber első olyan operája, amely magyarul is megszólalt, Pályi Elek fordításában. Az 1825. évi kolozsvári előadást Szegeden, Szabadkán, Pécsett és Székesfehérvárott, majd 1827-ben Pesten is megismételték.

### AzEuryanthebemutatója

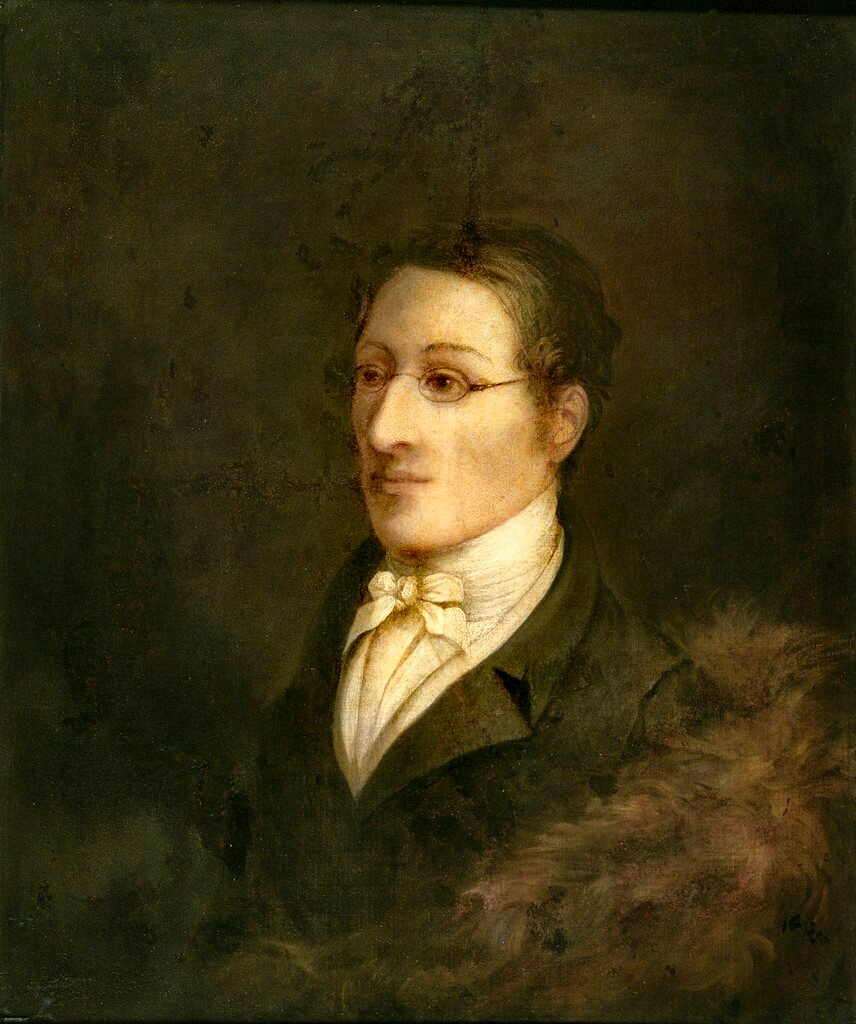
Weber 1826-ban (John Cawse festménye)

Barbaja meghívására Weber 1822. február 10-én indult el Bécsbe. Hamar sikerült megállapodniuk az új opera témáját illetően, melynek szövegkönyvét Wilhelmine Chézy írja majd egy lovagkori témára, amelyet Schlegel Sammlung romantischer Dichtungen des Mittelalters (Középkori romantikus költemények gyűjteménye) című munkájából emelt ki: az erényes Euryanthe története lesz Weber új operájának tárgya. Időközben arra is szakított időt, hogy A bűvös vadászt saját maga vezényelje. Weber csakhamar Bécs művészéletének minden jelentős képviselőjével találkozott. Felkarolta őt a titokzatos Ludlám-barlang is. Ez a különös név egy nacionalista érzelmű titkos irodalmi csoportosulás fedőneve volt. Ők voltak azok, akik hathatós sajtókampánnyal előkészítették Weber számára a terepet az Euryanthe sikere érdekében. Áprilisban visszautazott Drezdába, ahol 25-én megszületett fia: Max Maria. A család és a sok drezdai munka mellett nem ért rá foglalkozni új szerződésével, nyári pihenését szánta erre a célra.
Az 1823-as esztendőt Beethoven Fideliójának drezdai bemutatásával kezdte, úgy érezte, hogy társulata már kellően felnőtt a feladathoz, és sikerült megfelelő szereplőket is találni a nagyhírű német opera bemutatásához. Előtte azonban színpadra állította Abu Hasszánját is. Tavasszal ismét sérelem érte a szász fejedelmi udvar részéről. Történt ugyanis, hogy I. Lajos bajor király Drezdába látogatott, és ennek tiszteletére egy Rossini-darabot akartak színre vinni. A bajor király azonban elhárította ötletüket, így az olaszbarát színházi vezetés kénytelen volt a Preciosát előadni, amely annyira megnyerte Lajos tetszését, hogy még egy Fidelio-előadást is meghallgatott Weber vezénylésével.
A nyarat Weber az Euryanthe komponálásával töltötte, melyet augusztus 29-re be is fejezett, és elindult vele Bécsbe. A bemutató napját október 25-re tűzték ki. Az előadás nagy siker volt, és ennek egyik biztosítéka a kiváló énekesnő, Henriette Sonntag volt. A kritikusok, különösképpen Schubert, kiemelték azonban, hogy a mű, összehasonlítva A bűvös vadásszal terjengős és dallamszegény, tehát értéktelenebb. Ez Webert nagyon kellemetlenül érintette. Kettejük korábbi barátsága megromlott, sőt Weber attól is elállt, hogy Schubert Alfonso és Estrella című operáját Drezdában bemutassa. A bécsi sajtó véleménye is megoszlott: a mű formabontó mivoltát nem ismerték fel, leginkább a misztikus környezetet emelték ki fő erősségeként. A siker nem bizonyult tartósnak, és a darab a huszadik előadás után lekerült a színpadról.
Weber az Euryanthéval új alkotói korszakába lépett, amelyet azonban igen sok szál fűzött össze még a régivel. A bűvös vadásznál még alkalmazott prózai dialógusok helyét új operájában zenekarkíséretes recitatívókkal töltötte ki. Ebben a darabbal jelentkezett a Gesamtkunstwerk gondolata, zárt műfajt próbált megalkotni, ennek érdekében átkomponálta egységes egésszé a darabot, azonban ezen belül mégis megtartotta az áriák és együttesek bizonyos fokig önálló egységét. Ennek megvalósítását azonban hátráltatta a szövegkönyvet író költőnő gyenge verselése, illetve magának a darabnak a gyenge lábakon álló cselekménye. Művében Weber tudatosan alkalmazta már a Gesamtkunstwerk szellemét és használta a vezérmotívumot. A nagy finálékban, a drámai forrópontokban előrevetítette Richard Wagner munkásságát, aki a későbbiekben aztán kifejezésre juttatta a zárt műfaj szellemiségét.
Az operát 1825-ben Berlinben is bemutatták, ezt Weber további táncbetétekkel toldotta meg. A siker azonban meg sem közelítette A bűvös vadászét. Valamennyi operaház műsorra tűzte, de sehol sem maradt huzamosabb ideig repertoáron. A pesti Német Színház is játszotta 1826-ban, gyér érdeklődés mellett.
Weber novemberben Prágán keresztül, ahol részt vett A bűvös vadász ötvenedik előadásán, hazautazott Drezdába. Egészségi állapotát alaposan megviselték az utazások és a hajszolt életmód. A Drezda melletti nyaralójába vonult vissza pihenni és gyógyulni, azonban mégis elutazott Quedlinburgba, ahol felkérték, hogy vezényeljen Klopstock, a nagy költő születésének századik évfordulója alkalmából rendezett emlékünnepségen. Az orvosok igen későn ismerték fel tüdőbaját. Weber rendületlenül hitt orvosainak, és mindenféle kúrának alávetette magát gyógyulása érdekében. Pihenése idején két meghívást is kapott. A párizsi Nagyopera felkérte zeneszerzőnek és karmesternek Désaugier La fureur d’Achille) (Akhilleusz haragja) című librettójához. A másik meghívás Londonból érkezett, Charles Kemble, a Covent Garden igazgatója kérte fel egy germán témájú opera megírására. A nagybeteg Weber súlyos dilemma előtt állt, de végül is az angol ajánlatot fogadta el.

### Az utolsó mű:Oberon

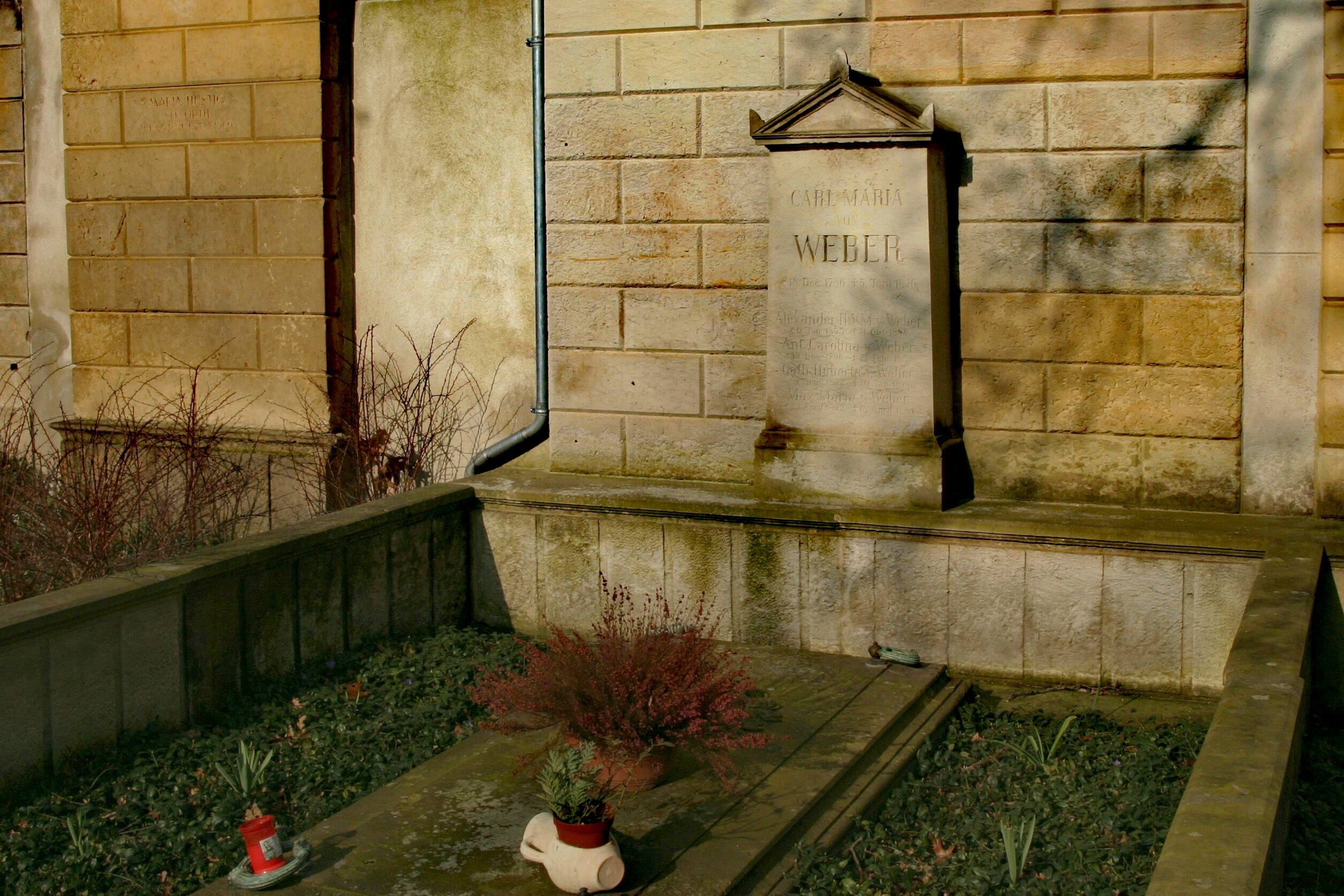
Weber síremléke a drezdai temetőben

Kemble a tárgyalások folyamán két operatémát is felvetett, a Faustot és az Oberont. Weber nem akart Spohr operájával versenyre kelni, így az Oberon mellett döntött. A mű megírásához 1824 decemberében kezdett hozzá, amikor J.R. Planchétől megkapta a szövegkönyvet. Weber drezdai szolgálata rendkívül megerőltető volt, mivel kollégái sokat betegeskedtek, illetve nehezítette helyzetét, hogy megváltozott a színház vezetősége és az új intendánssal sok nézeteltérése támadt.
Az 1825. esztendő első jelentős eseménye Weber második fiának, születése volt. Alexander Victor Maria később jeles festővé fejlődött. Fiatalon halt meg, 1844-ben, amikor apja hamvait Londonból Drezdába szállították.
Február elejére már a teljes szövegkönyvet kézhez kapta és nekiállt a komponálásnak. Először az Euryanthéhoz hasonló művet szeretett volna alkotni, azonban Kemble kifejezetten kérte, hogy az új opera A bűvös vadász „testvére” legyen. Hamarosan azonban kényszerpihenőre szorult: ereje elhagyta, gyakran kiverte a láz, erősödtek gégetáji fájdalmai. Az orvosai Emsbe akarták küldeni gyógykúrára, de Weber hallani sem akart róla, inkább visszavonult Drezda melletti nyári otthonába. Mivel a pihenés nem segített rajta, mégis hallgatott orvosai tanácsára. A kúra nem sokat használt, azonban a pihenés és a vidám társaság legalább életkedvét visszaadták, így augusztus 20-án hazatérhetett és folytathatta operájának komponálását. Kemble küldöttje Sir Georg Smart, előkészítette számára az angliai utazást, az 1825-ös karácsonyt azonban még német földön, Meyerbeeréknél töltötte. 1826 januárjában állapota jelentősen romlott, de ennek ellenére február 16-án elindult Londonba. Útközben hosszabb megállót tett Párizsban, ahol találkozott Cherubinivel, Rossinivel és Auberrel. Végül március 5-én érkezett Londonba, ahol ünnepi díszvacsorával várták a Covent Gardenben. Feszített tempóval és a tőle megszokott szigorral és pontossággal 1826. április 12-én elhangzott az Oberon első előadása. A londoni előadás nagy sikere után Weber egészségi állapota szemmel láthatóan romlott. Orvosi tiltás ellenére még néhány hangversenyen fellépett, végül úgy döntött, hogy június 6-án nagybetegen hazaindul, pedig szerződése 12-ig szólt.
Június 4-én este még barátai társaságát élvezhette, másnap reggel azonban holtan találták: a gümőkór végzett vele. Június 21-én helyezték örök nyugalomra a Moorfield-kápolnában. Hamvait 1844-ben Richard Wagner kezdeményezésére hazaszállították Drezdába.

## Zenéje és öröksége
Webert tartják E. T. A. Hoffmann mellett Richard Wagner előfutárának. Elvben ugyanarra törekedett az opera terén, mint Wagner, de útját szegte az egykorú németországi művészi állapotok számos visszássága és az, hogy rá volt utalva német írók gyenge librettóira. Csak nagy nehézségek árán, intellektusának teljes latba vetésével sikerült, egy közepes író rutinját felhasználva, A bűvös vadász szövegét megteremtenie. Ez a mű a német zenekultúra egyik mérföldköve, a zenei népiesség teljes kibontakozását jelenti, a nemzeti szellemű drámai cselekmény során. Ugyanakkor ebben a műben alkotta meg a vezértémák (vezérmotívumok) segítségével (főleg Spohr nyomán) legelső mestermintáját a dráma és zene programszerűen kialakított egységének, vagyis a romantikus operaforma új ideáljának, amely aztán Marschner és Wagner munkásságában teljesedett ki.
Még tovább ment a zenedrámai egység kialakításában az Euryanthe. Míg A bűvös vadász a német daljátékkal rokon kiindulású (próza-dialógusok szerepelnek benne, azaz singspiel), addig az újabb mű Gluck iskolájának stílusát köti össze az újfajta programzenei technikával. E műben már mindvégig egységesen épített jelenetek a formaszövés alaposzlopai, a zenekar pedig állandóan a színpadi történés elmélyített pszichológiai aláfestését végzi vezérmotívum-rendszerrel. Az Oberon ismét daljátékszerű kompozíció, egyes nagyobb igényű számokkal. Ez a darab a maga tündérzenéjével a romantika új kapuját nyitotta meg a zenében (Mendelssohn). E mesterművek nyitányai a kor gyakorlatával egyezően, szintén felhasználják a dráma zenéjét, de eredeti módon önálló típussá formálódnak azáltal, hogy főbb témáikban a dráma legfontosabb áriáit idézik. Weber nyitányai szimfonikus formába foglalják a dráma lényegét és ezáltal a wagneri nyitányok közvetlen elődjének tekinthetők. Weber a hangszerelés terén is korszakalkotó volt, ugyanis ő volt a legelsők egyike, akiknél gyakran maga a hangszín és színkeverés szolgált az ihlet alapjául. Zenekari stílusa jelentékenyen hatott Berliozra is, aki a megcsonkított Robin des bois-val (A bűvös vadász párizsi változata) Párizsban ismerkedett meg.
Weber kamarazenéje nem nagy igényű, inkább csak jófajta szórakoztató muzsika, sok friss és szellemes, sokszor egzotikus ötlettel. Nevezetessége, hogy kitűnően érvényesíti a hangszerek (különösen a fúvók) egyéniségét, és ily szempontból még ma is használható a fuvolatrió, klarinétduó (zongorával), klarinétötös, Andante és rondo fagottra, három klarinétkoncert, kürtkoncert, egy fagottkoncert stb. Zongoramuzsikája is melodikusán tetszetős, tele konvencionális megoldásokkal, újfajta, levegős, briliáns technikai figurákkal, hatásosan csillogó akkordmenetekkel, de többnyire szintén nélkülözik a mélyebb értéket. Jobb hangszeres műveit a természethangulatok és a népies motívumok emelik ki a többi közül.
Drezdai tevékenysége idején teljesedett ki karmesteri és operaszervezői munkássága, őt tartják az első modern, a zene, a szöveg és a színpadi cselekmény egységére különös hangsúlyt fektető karmesternek. Nevéhez fűződik a német romantikus opera megteremtése, az olasz opera német földön addig egyeduralkodó szerepének megszüntetése. Weber nagy csodálói közé tartoztak Richard Wagner, Giacomo Meyerbeer és Hector Berlioz. A maga idejében munkásságát mindössze Beethoven és Schubert szárnyalták túl.

### Művei

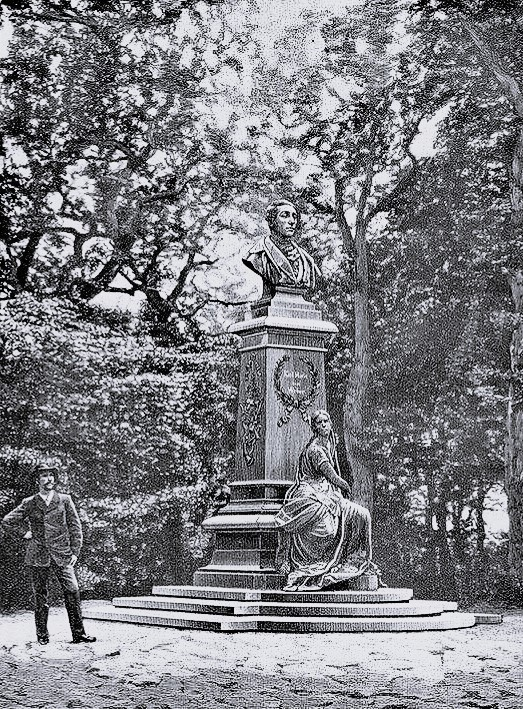
Weber mellszobra Eutinban

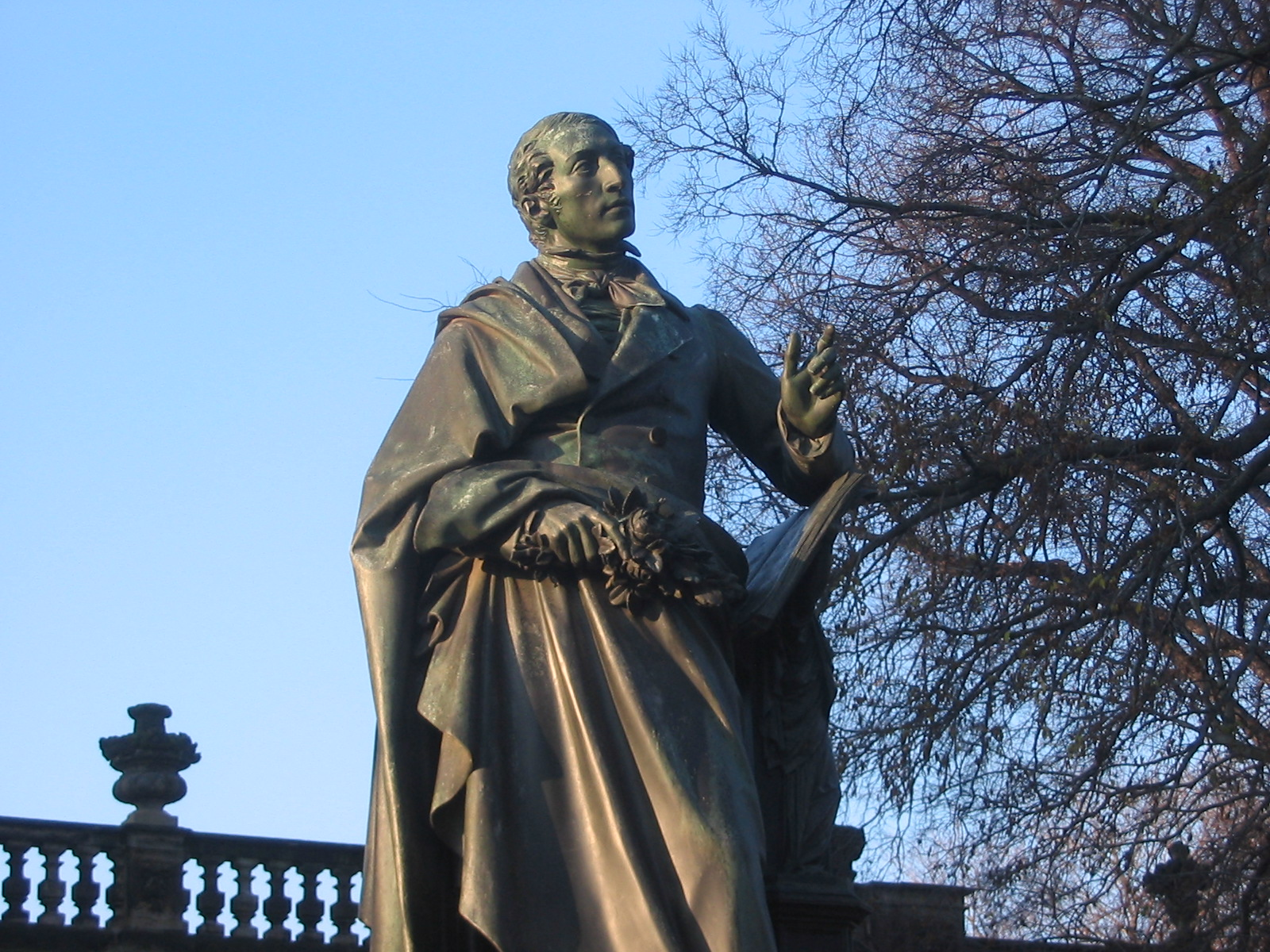
Weber szobra Drezdában

- Színpadi zene[43][44]

Peter Schmoll und seine Nachbarn – opera 2 felvonásban (1802)
Silvana – romantikus hősi-komikus opera három felvonásban (1810)
Abu Hasszán – daljáték 1 felvonásban (1811)
A bűvös vadász (Der Freischütz) – romantikus opera 3 felvonásban (1820)
Preciosa – színmű 4 felvonásban (1820)
Euryanthe – nagy hősi-romantikus opera 3 felvonásban (1823)
Oberon – romantikus opera 3 felvonásban (1826)
- Befejezetlen színpadi művek

Das stumme Waldmädchen (A néma lány) – romantikus vígopera 2 felvonásban (1800)
Rübezahl – operatöredékek (1804)
Die drei Pintos (A három Pinto) – vígopera 3 felvonásban (1820), kiegészítette Gustav Mahler
- Szimfóniák

1. C-dúr szimfónia, op. 19 (1807)
2. C-dúr szimfónia (1807)
- Nyitányok

Grandé Ouverture á plusieurs Instruments, op. 8 (A Peter Schmoll nyitányának átdolgozása) (1807)
Turandot – op. 37 (1809)
Der Beherrscher der Geister (Rübezahl), op. 27 (1811)
Jubel-Ouverture, op. 59 (1818)
- Egyéb zenekari művek

Deutscher (eredeti keringő) (1815)
Tedesco (1816)
Tusch 20 trombitára (1806)
Keringő (1812)
Marcia vivace, 10 trombitára (1822)
Induló (1826)
- Versenyművek, hangszerszólók zenekari kísérettel

C-dúr zongoraverseny, op. 11 (1810)
Esz-dúr zongoraverseny, op. 32 (1812)
f-moll hangversenydarab, op. 79 (1821)
Hat variáció mélyhegedűre [átdolgozva 1806]
Andante és Rondo ungarese mélyhegedűre (1809)
Nagy potpourri csellóra, op. 20 (1808)
Variációk gordonkára (1810)
Romanza siciliana fuvolára (1805)
Concertino klarinétra, op. 26 (1811)
f-moll klarinétverseny, op. 73 (1811)
Esz-dúr klarinétverseny, op. 74 (1811)
Fagottverseny, op. 75 (1811)
Andante és Rondo ungarese fagottra, op. 35 (1813)
Kürt-concertino, op. 45 [átdolgozás 1815]
Adagio és Rondo harmonichordra (1811)
- Kamarazene

Hat variáció hegedűre, gordonkára és zongorára. Vogler Samori című operájának egy témájára, op. 6 (1804)
Zongoranégyes (1809)
Kvintett klarinétra, 2 hegedűre, brácsára és csellóra, op. 34 (1815)
Trió fuvolára, gordonkára és zongorára (g-moll), op. 63 (1819)
Bevezetés, téma és variációk klarinétra és vonósnégyesre
Kilenc variáció egy norvég dalra, hegedű-zongorára, op. 22 (1808)
Hat szonáta hegedű-zongorára (1810)
Hét variáció a Silvana egy témájára, klarinét-zongorára (1811)
Grand Duo concertant klarinét-zongorára, op. 38 (1816)
Divertimento assai facile gitár-zongorára, op. 38 (1816)
- Zongoraművek

Szonáták:
C-dúr, op. 24 (1812)
Asz-dúr, op. 39 (1816)
d-moll, op. 49 (1816)
e-moll, op. 70 (1822)
Hat variáció eredeti témára, op. 2 (1800)
Nyolc variáció a „Castor et Pollux" balett egy témájára, op. 5 (1804)
Vien quá, Dorina bella 7 variációja, op. 7 (1807)
Hét variáció eredeti témára, op. 9 (1808)
Hét variáció Méhul „József" című operájának románcára, op. 28 (1812)
Kilenc variáció orosz dallamra (Szép Minka), op. 40 (1815)
Hét variáció egy cigánydalra, op. 55 (1817)
Hat Fughetta, op. 1 (1798)
12 Allemande, op. 4 (1801)
Hat Ecossaise (1802)
Momento capriccioso, op. 12 (1808)
Nagy polonéz Esz-dúr, op. 21 (1808)
Hat Favorit-keringő (1812)
Rondo brillant, op. 62 (1819)
Felhívás keringőre, op. 65 (1819)
Polacca brillant, op. 72 (1819)
Hat könnyű darab, op. 3 négy kézre (1801)
Hat darab, op. 10 négy kézre (1809)
Nyolc darab, op. 60 négy kézre (1818)
- Egyházi zene

Esz-dúr mise (1802)
In seiner Ordnung, himnusz, op. 36 (1812)
Missa sancta, no. 1 (Esz-dúr) (1818)
Missa sancta, no. 2 (G-dúr) (1819)
Két Offertorium (Gloria et honorare és In die solcmnitatis) (1818)
- Kantáták

L'Accoglienza (Der Festempfang) 6 szólóénekes, vegyeskar, zenekar(1817)
Der erste Ton – kantáta vegyeskarra, zenekarra, op. 14 (1808)
Du, bekränzend unsere Laren-kantáta. 4 szólóhangra, vegyeskarra, fuvola- és zongorakísérettel (1821)
Jubel-Kantate (Erhebt den Lobgesang) 4 szólóhangra, vegyeskarra és zenekarra, op. 58 (1818)
Kampf und Sieg-kantáta 4 szólóhangra, vegyeskarra, zenekarra, op. 44 (1815)
Natur und Liebe-kantáta' vegyeskarra, zongorakísérettel, op. 61 (1818)
Wo nehm' ich Blumen her, vegyeskarra, zongorakísérettel (1823)
- Karművek kísérettel

An die Hoffnung, 3 szólamú kánon hegedű és zongorakísérettel (1802)
An eine Freundin, férfikarra, zongorakísérettel, op. 23 6. sz. (1812)
Annentage, 2 Kränze, férfikarra, zongorakísérettel, op. 53 3. sz. (1817)
Das Volk steht auf, férfikarra, zongorakísérettel, op. 42 4. sz. (1814)
Deo Rosa, férfikarra, zongorakísérettel (1821)
Du hoher Rautenzweig, vegyeskarra, 6 fafúvó kíséretével (1819)
Die Lethe des Lebens, bordal basszus szólóra, vegyeskar- és zongorakísérettel (1809)
Heisse, stille Liebe schwebet, férfikarra, zongorakísérettel, op. 23 6. sz. (1812)
Hinaus, hinaus zum blut'gen Strauss, férfikar, zongorakísérettel (1825)
Hörnerschall, Überfall! férfikar, zongorakísérettel (1825)
Hörst du der Klage, gyászdal, bariton szóló, vegyeskar és 10 fúvós hangszer kíséretével (1811)
Kriegs-Eid (Wir stehen vor Gott), egyszólamú férfikar fúvószenekari kísérettel (1812)
Lebenslied am Geburtstage, férfikar zongorakísérettel, op. 53 l. sz. (1814)
Leis wandeln wir, gyászdal, férfikar fúvóskísérettel (1803)
Lenz erwacht, 6 szólamú dal zongorakísérettel (1812)
Schöne Ahnung ist erglommen, férfikar zongorakísérettel, op. 53 2. sz. (1818)
Schwabisches Tanzlied, férfikar zongorakísérettel (1812)
- A cappella karművek

Bald heisst es wieder, szerenád férfikarra, op. 68 5. sz. (1819)
Canons zu zwey sind nicht drey, 3 szólamú kánon (1810)
Chorlied (kardal szöveg nélkül) vegyeskarra (1809)
Die Sonate soll ich spielen, 3 szólamú kánon (1810)
Doppelcanon (kettőskánon), 4 énekhangra, szöveg nélkül (1819)
Drei Knabchen lieblich ausstaffieret, 3 szólamú burleszk (1815)
Ei, ei, ei, wie scheint der Mond so hell, férfikarra, op. 64 7. sz. (1818)
Ein Gartchen und ein Hauschen drin, 3 szólamú férfikarra (1803)
Ein Kind ist uns geboren, Freiheitslied, férfikarra, op. 68 3. sz. (1819)
Füllet die Humpen (Das Turnierbankett), 2 tenor, 1 basszus szólóra, 2 férfikarra, op. 68 1. sz. (1812)
God save the King (Den König segne Gott), férfikari feldolgozás (1818)
Husaren sind gar wackere Truppen, férfikarra, op. 68 6. sz. (1821)
Ja freue dich (Ermunterung), férfikarra, op. 68 2. sz. (1819)
Leck mich im Angesicht, 3 szólamú kánon (1810)
Leise kömt der Mond gezogen, 4 szólamú kánon (1814)
Leyer und Schwerdt-ciklus férfikarra op. 42
1. Frisch auf mit raschem Flug (Reiterlied I.) (1814)
2. Lützows wilde Jagd (Was glanzt dort vom Walde) (1814)
3. Gebet vor der Schlacht (Hör' uns, Allmachtiger) (1814)
4. Das Volk steht auf (1. a kíséretes karművek közt, 10. sz.)
5. Trinklied vor der Schlacht (Schlacht, du brichst an) (1814)
6. Schwertlied (Du Schwert an meiner Linken) (1814)
Mädchen, ach meide Mannerschmeicheleinen, 3 szólamú kánon, op. 13 6. sz. (1802)
Prost Neujahr! 34 szólamú tréfás kánon (1811)
Scheiden und Leiden… 4 szólamú kánon (1814)
Sohn der Ruhe, altatódal férfikarra, op. 68 4. sz. (1822)
Weil Maria Töne hext, 3 szólamú kánon (1816)
Wenn du in den Armen der Liebe ruhst, 3 szólamú kánon (1802)
Zu dem Reich der Töne schweben, 4 szólamú kánon (1814)
- Zenekari kíséretes dalok

Tíz skót népdal (1825)
- Kettősök zongorakísérettel

Abschied (Oh, Berlin, ich rauss dich lassen), op. 54. 4. sz. (1817)
Mailied (Tra, ri ri!), op. 64 2. sz. (1817)
Mille volté (Inimer wieder), op. 31 1. sz. (1811)
Quodlibet (So geht cs in Schnützelputz-Hausel), op. 54 2. sz. (1817)
Se il mio ben (Wenn mein Herz), op. 31 3. sz. (1811)
Va, ti consola (Trage, Geliebte), op. 31 2. sz. (1811)
- Színművekhez és daljátékokhoz írt betétszámok és kísérőzenék

Gcorg Blankensee: Carlo (1820)
Ignaz Franz Castelli: Diana von Poitiers (1816)
Anton Fischer: Der travestierte Aeneas (1815)
Eduard Heinrich Gehe: Heinrich IV. (1818)
Franz Grillparzer: Sappho (1818)
Friedrich Wilhelm Gubitz: Die Schlacht bei Leipzig oder Lieb' und Versöhnen (1815)
Theodor Hell: Haus Anglade (1818)
Franz Ignaz von Holbein: Die drei Wahrzeichen (1818)
Josef Ernst von Houwald: Der Leuchtturm (1820)
Franz Xavér Huber: Das Stentenmädchen im Maidlinger Walde (1816)
Friedrich Kind: Der Weinberg an der Elbe (1817)
Friedrich Kind: Das Nachtlager von Granada (1818)
August Friedrich Kotzebue: Der arme Minnesanger (1811)
Augustin Moreto y Cabana: Diana (1821)
Adolf Müllner: Yngurd (1817)
Ludwig Roberl: Festspiel anlässlich der Vermählung des Prinzen Johann von Sachsen (1822)
August Rublack: Lieb' um Liebe (1818)
Friedrich Schiller: Turandot (1809)
Williarn Shakespeare: A velencei kalmár (1821)
- Egyes áriák zenekari kísérettel

Recitativo és Rondo: II momento s'avvicina, szoprán hangra, op. 16 (1810)
Misera me, Atália áriája, szoprán hangra, op, 50 (1811)
Qual altro attendi, tenor hangra (1811)
Ines de Castro, 2 ária: Signor, se padre sei, tenor hangra, énekkarral op. 53 (1812)
Non paventar mia vita, szoprán hangra (1815)
Továbbá betétszámok a következő operákhoz:
Luigi Cherubini: Lodoiska
Joseph Haydn: Der Freybrief
Étienne Méhul: Heléna
Gaspare Spontini: Olympia